# Avrelij Lukežič
Avrelij Lukežič (Servola, 18 settembre 1912 – Trieste, 1º aprile 1980) è stato un pittore e decoratore italiano, di nazionalità slovena.

## Biografia
Frequentò le scuole a Trieste e imparò il mestiere del falegname dal padre, nell'officina familiare; successivamente lavorò presso un'altra falegnameria triestina (Blažinovih). Da sempre disegnava volentieri e anche dipingeva su tavole di legno, finché non fu notato dal pittore Jože Cesar, che fu per un periodo sua guida e mentore. Insieme avevano frequentato l'ora di pittura presso una scuola serale. In gioventù andò a lezione da Albert Sirk, a Santa Croce, e conobbe anche Avgust Černigoj. Nel 1937 collaborò con la mostra di pittori sloveni triestini, che si tenne nell'illegalità in Via San Francesco a Trieste. Già prima della guerra aveva collaborato a mostre a Fiume, Milano, Verona, Roma e Venezia. Allo scoppio della guerra venne arruolato e mandato in un battaglione di lavoro in Sardegna, del cui territorio si innamorò e iniziò a dipingere. Poco prima della capitolazione dell'Italia del 1943 tornò sulla terraferma e più tardi a Trieste, dove riprese a lavorare presso la falegnamenria dei Blažinovih, fino al loro arresto nel 1944. Accanto al lavoro, continuò sempre a dipingere. Dopo la Liberazione trovò lavoro presso un'altra azienda e successivamente si rese indipendente specializzandosi in decorazioni per appartamenti e avvenimenti fieristici. Per lavoro ebbe occasione di viaggiare molto, si recò anche in Africa e solo una malattia gli impedì la partenza per la Cina. Dopo la guerra espose nella galleria dell'Acquedotto a Trieste, alla mostra degli artisti sloveni del Litorale di Gorizia e Trieste e successivamente a Lubiana, Zagabria, Belgrado, Skopje, Venezia, ecc. Particolari di quegli anni sono i lavori ispirati dal circondario triestino e dall'Istria. Già nel 1940 si era presentato autonomamente alla galleria Scorpione di Trieste. Importante è la collaborazione nella mostra di rappresentanza di quadri e opere grafiche di artisti triestini alla Galleria Moderna di Lubiana nel giugno del 1950 (vi parteciparono anche Cesar, Černigoj, Grom, Hlavaty, Saksida e Spacal). Nel 1958 espose autonomamente alla Galleria Comunale a Trieste, nel 1959 alla Piccola Galleria del Museo Provinciale di Capodistria, nel 1961 nuovamente alla Galleria Comunale di Trieste, nel 1973 alla Galleria Carsica di Repen e nella Galleria Comunale di Trieste, nel 1977 al Prosvetni Dom di Opicina. Dopo la sua morte si sono svolte nel 1982 delle retrospettive al Kulturni Dom di Trieste e di Gorizia, poi al Prosvetni Dom di Opicina e nel 2012 una doppia mostra tra Trieste e Lubiana. Un'ulteriore esposizione si tenne a Servola nel 2018 e nel 2019 una sua personale aprì l'edizione di quell'anno dello SLOfest a Trieste. Attingeva i suoi motivi dai paesaggi triestini, dalla landa carsica e dalla terra istriana. I motivi naturalistici sono allo stesso tempo romantici e realistici con un leggero tocco impressionista. I suoi olii ricreano paesaggi istriani a volte pallidi e gialli ed altre leggermente plumbei. Le opere in acquarello, prodotte soprattutto negli ultimi anni di vita sono anch'esse esempio di questo gioco di colori che dava un'espressività unica ai suoi quadri.